# Dolenje Otave
Dolenje Otave este o localitate din comuna Cerknica, Slovenia, cu o populație de 31 de locuitori.